# Carrozzeria Hebmüller
La Carrozzeria Hebmüller è stata una carrozzeria automobilistica tedesca attiva dal 1889 al 1952.

## Notizie storiche
La Carrozzeria Joseph Hebmüller fu fondata nel 1889 a Wuppertal. Joseph Hebmüller, il fondatore, si dedicò durante la sua vita esclusivamente alla costruzione di carrozze trainate da cavalli. Alla sua morte, sopraggiunta nel 1919, l'azienda passò nelle mani dei figli di Joseph, che indirizzarono immediatamente l'attività in un altro settore: sull'onda del successo dell'industria automobilistica, la Carrozzeria Hebmüller cominciò a dedicarsi alla modifica ed alla creazione di carrozzerie per autovetture. Di lì a poco l'azienda cominciò a costruirsi una solida reputazione, grazie alle sue creazioni che andavano a toccare modelli di svariate Case automobilistiche, tra cui una limousine su telaio FIAT ed un furgone su base Ford Model T. Il lavoro cominciò a crescere, a tal punto che già nel 1924 venne aperta una nuova sede a Wülfrath. Intanto anche la Austro-Daimler e la Dürkopp inviarono alcuni loro telai alla Hebmüller per essere da essa carrozzati.
La Hebmüller era apprezzata, oltre che per la qualità dei suoi lavori, anche per la sua polivalenza: oltre a realizzazioni, come quella già citata del furgone su base Ford T, l'azienda tedesca realizzò anche autovetture di prestigio, a volte in esemplare unico.
Negli anni trenta la carrozzeria tedesca si cimentò anche con alcune realizzazioni su base Opel ed altre su base Ford. Alla fine del decennio la Seconda guerra mondiale interruppe l'attività dell'azienda.
All'indomani della fine del conflitto, la Hebmüller tornò al lavoro realizzando nel 1948 il prototipo cabriolet a due posti del celebre Volkswagen Maggiolino, denominato VW Käfer Cabriolet Hebmüller, probabilmente la più celebre realizzazione del carrozziere tedesco.

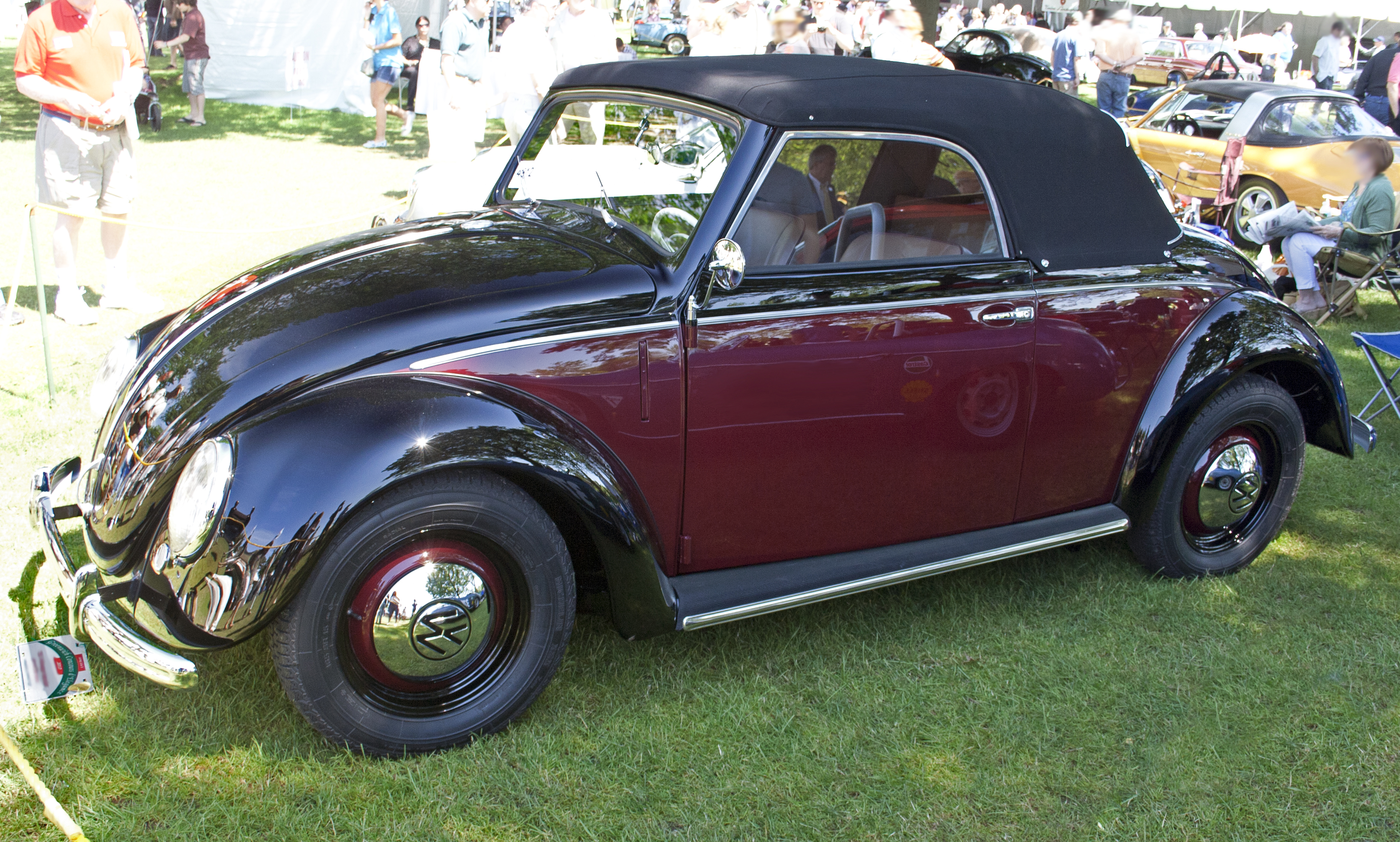
Maggiolino carrozzato Hebmüller

Ma la catastrofe era dietro l'angolo: il 23 luglio del 1949, infatti, un devastante incendio distrusse la sede di Wuppertal. Si tentò di ricostruire e di riportare l'azienda in condizioni di operare, ma la situazione finanziaria non era delle migliori, complice anche il periodo post-bellico, che aveva messo in difficoltà molte aziende tedesche. Nel 1952, la Hebmüller chiuse i battenti.